# Witgar (Augsburg)

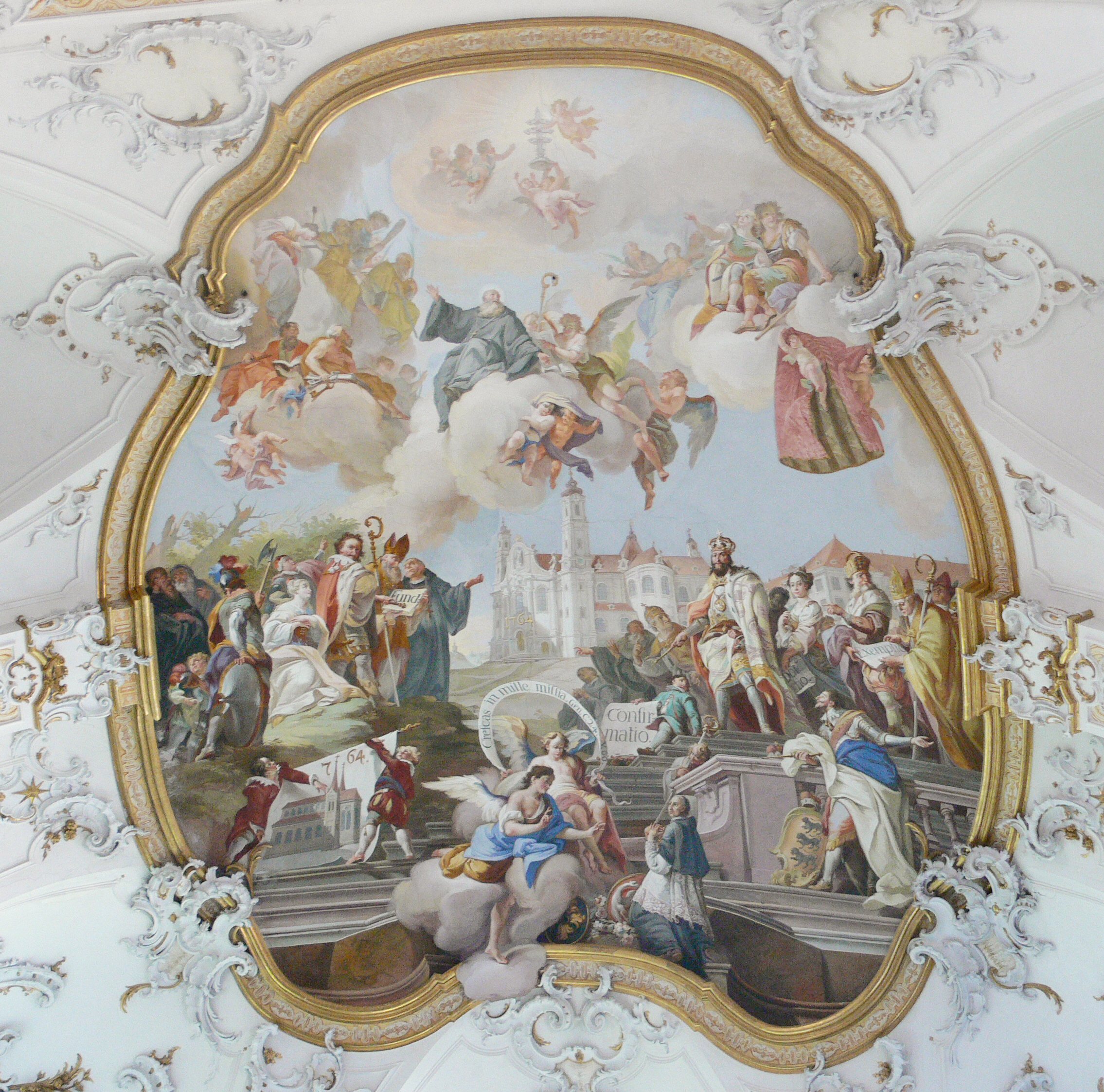
Bischof Witgars (mittig-links) Abbildung am Fresko des 1000-jährigen Ottobeuren

Witgar von Augsburg (* 860/861 in Schwaben, wahrscheinlich in Augsburg; † 887 in Augsburg) war der 16. Bischof von Augsburg und Abt im Kloster Ottobeuren.

## Leben und Wirken
Bischof Witgar von Augsburg, wohl aus schwäbischem Hochadel stammend, erscheint zum ersten Mal im Februar 858 im direkten Umfeld König Ludwig II. (des Deutschen) (843–876). Witgar war von 858 bis 860 dessen Kanzler. Die unmittelbare Königsnähe bezeugte die Anwesenheit Witgars bei Friedensverhandlungen zwischen Ludwig dem Deutschen, Karl dem Kahlen (843–877, Kaiser seit 877) und Lothar II. (855–869) Anfang Juni 860 in Koblenz. Die enge Verbindung Witgars zum Königshaus zeigt ein Geschenk von Königin Hemma, der Gemahlin Ludwigs: ein – der Legende zufolge – Gürtel der Maria.
Witgar war Teilnehmer an dem Treffen zwischen Ludwig II. und Karl dem Kahlen in der Koblenzer Basilika St. Kastor, bei dem die beiden Könige den Frieden von Koblenz schlossen. 861 wurde er Bischof von Augsburg. 868 nahm er an der Synode von Worms teil, die langwirkende kirchenrechtliche Beschlüsse fasste. Bei dem theologisch interessierten Witgar erhielt der spätere Freisinger Bischof Waldo seine Ausbildung. Ab 869 bis zu seinem Lebensende war er auch Abt im Benediktinerkloster Ottobeuren.
Der „Witgariusgürtel“, der legendäre Gürtel der Maria, war zu Anfang des 19. Jahrhunderts noch vorhanden, heute ist nur noch seine im 9. Jahrhundert gefertigte Hülle im Diözesanmuseum in Augsburg erhalten.

## Tod und Grablege

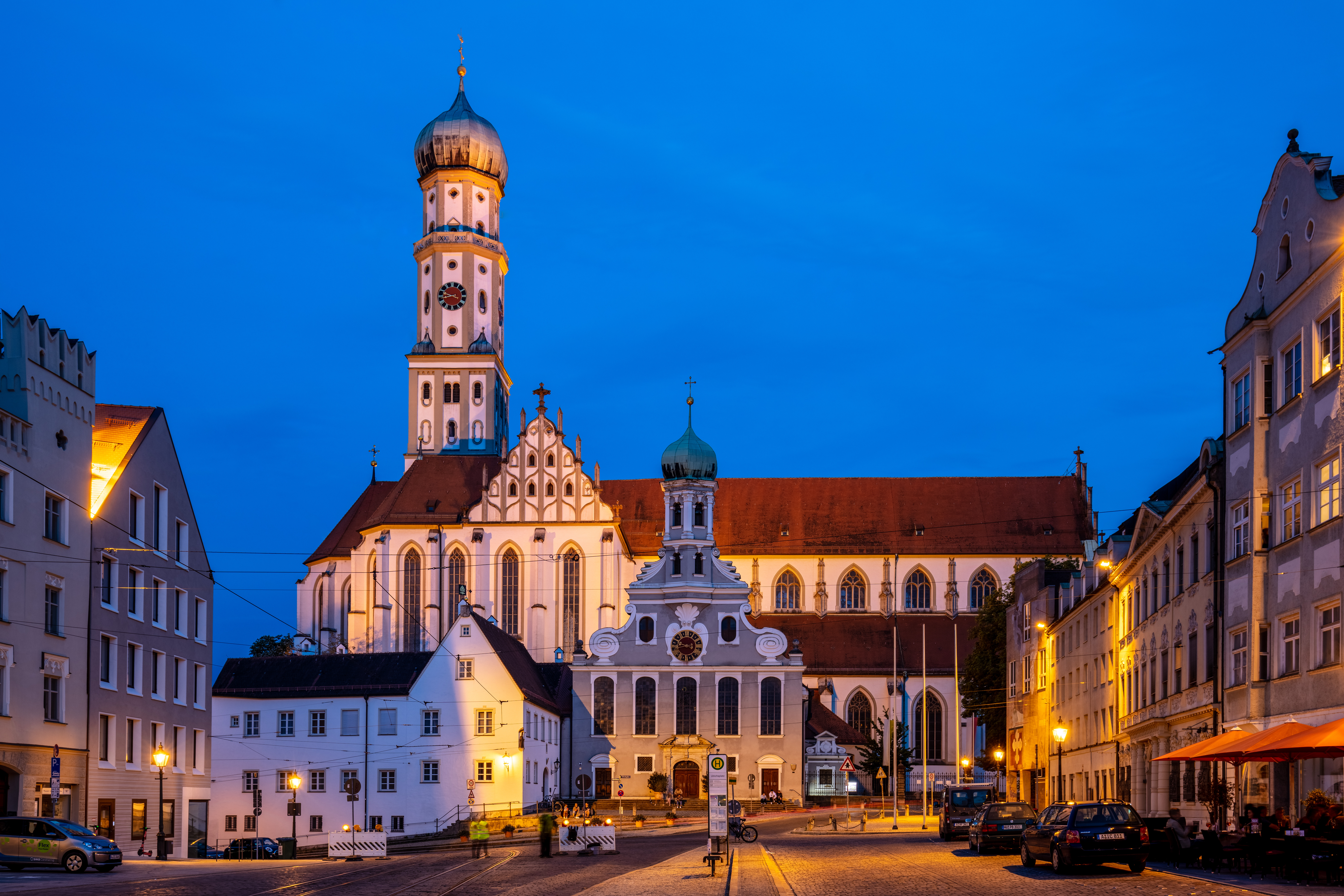
St. Ulrich und Afra in Augsburg

Witgar starb 887 und wurde in der Augsburger Afrakirche beigesetzt. Trotz seines dort 1961/1962 bei Grabungen wiedergefundenen Grabsteins bleibt sein Todesdatum unbekannt. Nicht nachzuvollziehen ist die Nennung des 17. Mai 887 durch die Geschichtsschreibung des Klosters Ottobeuren im 18. Jahrhundert. Die Überlieferung, Witgar habe die letzten Jahre vor seinem Tod in Graubünden als Glaubensbote gewirkt und sei erst 902 gestorben, ist ohne älteren Beleg und daher unglaubwürdig.
Nach seinem Tod folgte ihm Adalbero auf dem bischöflichen Stuhl von Augsburg.